# Пюгаярвеська сільська рада
Пю́гаярвеська сільська рада (ест. Pühajärve külanõukogu, рос. Пюхаярвеский сельский совет) — сільська рада в Естонській РСР та Естонській Республіці, адміністративно-територіальна одиниця в складі Отепяського району (1954—1959), Елваського району (1959—1960) та повіту Валґамаа (1991—1992).

## Населені пункти
Адміністративний центр — село Сігва, що розташовувалося на відстані 8 км на південь від міста Отепяе.
Сільській раді 1954 року, після об'єднання територій ліквідованих Відрікеської та Вокіської сільрад, підпорядковувалися села:
Сігва (Sihva), Раудсепа (Raudsepa), Мярді (Märdi), Аніматсі (Анніматсі) (Animatsi (Annimatsi), Люкарді (Lükardi), Меема (Meema), Арула (Arula), Айду (Aidu), Пюгаярве (Pühajärve), Мяга (Mäha), Відріке (Vidrike), Оямяе (Ojamäe), Карутоотсі (Karutootsi), Оріку (Oriku), Тиутсі (Tõutsi), Колью (Kolju), Кассіратта (Kassiratta), Ілм'ярве (Ilmjärve).
Землями, що належали сільраді, користувалися колгоспи ім. С. М. Кірова, ім. К. Є. Ворошилова, «Пюгаярве» (Pühajärve), «Відріке» (Vidrike), «Калев» («Kalev»), а також Пюгаярвеський санаторій.

## Історія
17 червня 1954 року в процесі укрупнення сільських рад Естонської РСР в Отепяському районі утворена Пюгаярвеська сільська рада шляхом об'єднання територій Відрікеської та Вокіської сільрад, що ліквідовувалися. Адміністративний центр новоутвореної сільради розташовувався в селі Сігва.
24 січня 1959 року після скасування Отепяського району сільрада приєднана до Елваського району.
3 вересня 1960 року Пюгаярвеська сільська рада ліквідована. Її територія склала південну частину Отепяської сільської ради Елваського району. Після ліквідації 21 грудня 1962 року Елваського району територія Отепяської сільради стала частиною Валґаського району.
31 жовтня 1991 року Отепяеська сільська рада повіту Валґамаа перейменована в Пюгаярвеську.
5 березня 1992 року Пюгаярвеська сільська рада перетворена у волость Пюгаярве з отриманням статусу самоврядування.